# Rondeletia combsii
Rondeletia combsii là một loài thực vật có hoa trong họ Thiến thảo. Loài này được Greenm. miêu tả khoa học đầu tiên năm 1897.